# Lisia Góra (Pojezierze Dzierzgońsko-Morąskie)
Lisia Góra (niem. Waldberg - Leśna Góra) – wzgórze o wysokości 68 m n.p.m. na Pojezierzu Dzierzgońsko-Morąskim, położone w gminie Dzierzgoń, między Budziszem a Jasną. Na szczycie znajdowały się kiedyś buk Hartwicha i Wieża Bismarcka.

## Buk Hartwicha

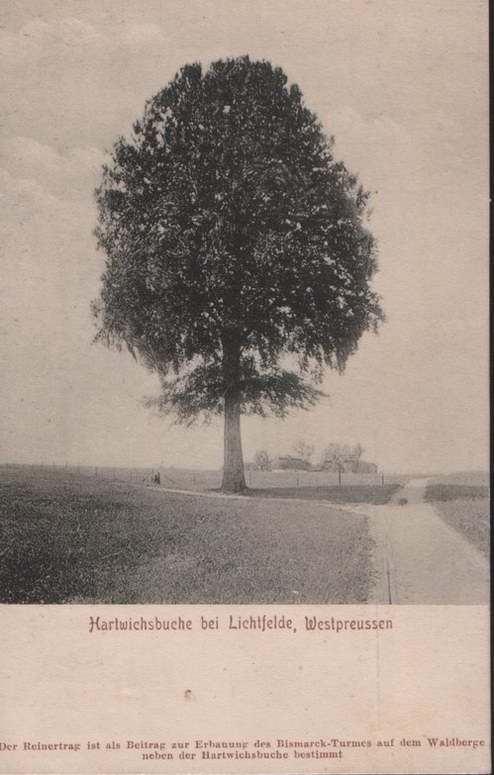
Buk Hartwicha

W 1813 roku Fridrich Hartwich, pastor w Jasnej, żegnał na Lisiej Górze swoich dwóch synów wyruszających na wojnę z Napoleonem. Od tego czasu tradycją stało się, że panny żegnały tam swoich chłopców odchodzących do wojska. W roku 1873 rodzina pastora ufundowała tablicę umieszczoną na Lisiej Górze. W 2005 roku w tym miejscu stał złamany pień dużego drzewa.
Na górze znajduje się także niewielki głaz ze swastyką i napisem Hitler Eiche (dąb Hitlera) oraz z datą 20. 4. 1933 o nieznanej historii.